# Karson Kuhlman
Karson Kuhlman, född 26 september 1995, är en amerikansk professionell ishockeyforward som är kontrakterad till Boston Bruins i National Hockey League (NHL) och spelar för Providence Bruins i American Hockey League (AHL). Han har tidigare spelat för Minnesota Duluth Bulldogs (University of Minnesota Duluth) i National Collegiate Athletic Association (NCAA) och Dubuque Fighting Saints i United States Hockey League (USHL).
Kuhlman blev aldrig NHL-draftad.

## Statistik
| 2010–2011   | Cloquet Lumberjacks       |             | 25  | 16 | 34 | 50 | 6  | 2  | 1 | 1 | 2 | 2 |
| 2011–2012   | Cloquet Lumberjacks       |             | 25  | 27 | 27 | 54 | 0  | 1  | 0 | 1 | 1 | 0 |
|             | Team North                |             | 21  | 5  | 9  | 14 | 4  | 3  | 0 | 2 | 2 | 0 |
|             | Dubuque Fighting Saints   | USHL        | 5   | 0  | 4  | 4  | 0  | —  | — | — | — | — |
| 2012–2013   | Cloquet Lumberjacks       |             | 25  | 25 | 22 | 47 | 6  | 2  | 2 | 2 | 4 | 0 |
|             | Team North                |             | 21  | 7  | 8  | 15 | 0  | 1  | 0 | 0 | 0 | 0 |
|             | U.S. National U18 Team    |             | 2   | 0  | 0  | 0  | 2  | —  | — | — | — | — |
|             | Dubuque Fighting Saints   | USHL        | 16  | 1  | 8  | 9  | 0  | 11 | 4 | 2 | 6 | 2 |
| 2013–2014   | Dubuque Fighting Saints   | USHL        | 56  | 25 | 19 | 44 | 12 | 7  | 1 | 2 | 3 | 5 |
| 2014–2015   | Minnesota Duluth Bulldogs | NCAA        | 40  | 8  | 10 | 18 | 8  | —  | — | — | — | — |
| 2015–2016   | Minnesota Duluth Bulldogs | NCAA        | 40  | 12 | 8  | 20 | 10 | —  | — | — | — | — |
| 2016–2017   | Minnesota Duluth Bulldogs | NCAA        | 42  | 6  | 16 | 22 | 11 | —  | — | — | — | — |
| 2017–2018   | Minnesota Duluth Bulldogs | NCAA        | 44  | 13 | 7  | 20 | 18 | —  | — | — | — | — |
|             | Providence Bruins         | AHL         | 2   | 0  | 1  | 1  | 2  | 1  | 0 | 1 | 1 | 0 |
| 2018–2019   | Boston Bruins             | NHL         | 1   | 0  | 0  | 0  | 0  | —  | — | — | — | — |
|             | Providence Bruins         | AHL         | 50  | 12 | 13 | 25 | 4  | —  | — | — | — | — |
| NHL totalt  | NHL totalt                | NHL totalt  | 1   | 0  | 0  | 0  | 0  | —  | — | — | — | — |
| AHL totalt  | AHL totalt                | AHL totalt  | 52  | 12 | 14 | 26 | 6  | 1  | 0 | 1 | 1 | 0 |
| NCAA totalt | NCAA totalt               | NCAA totalt | 166 | 39 | 41 | 80 | 47 | —  | — | — | — | — |
| USHL totalt | USHL totalt               | USHL totalt | 77  | 26 | 31 | 57 | 12 | 18 | 5 | 4 | 9 | 7 |

### Internationellt
| Källa: Uppdaterad: 2019-02-17 | Källa: Uppdaterad: 2019-02-17 | Källa: Uppdaterad: 2019-02-17 |         | Utv = Utvisningsminuter | Utv = Utvisningsminuter | Utv = Utvisningsminuter | Utv = Utvisningsminuter | Utv = Utvisningsminuter |
| År                            | Lag                           | Mästerskap                    | Matcher | Mål                     | Assists                 | Poäng                   | Utv                     |                         |
| ----------------------------- | ----------------------------- | ----------------------------- | ------- | ----------------------- | ----------------------- | ----------------------- | ----------------------- | ----------------------- |
| 2012                          | USA                           | Ivan Hlinka                   | 4       | 0                       | 0                       | 0                       | 0                       |                         |
| Junior totalt                 | Junior totalt                 | Junior totalt                 | 4       | 0                       | 0                       | 0                       | 0                       |                         |